# بخش بیگ لیک، شهرستان شربورن، مینه سوتا
بخش بیگ لیک (به انگلیسی: Big Lake Township) یک منطقهٔ مسکونی در ایالات متحده آمریکا است که در شهرستان شربرن، مینه‌سوتا واقع شده‌است.
 بخش بیگ لیک ۱۱۳٫۵ کیلومتر مربع مساحت و ۶٬۷۸۵ نفر جمعیت دارد و ۲۸۴ متر بالاتر از سطح دریا واقع شده‌است.